# Catacaos
Catacaos est une ville du Pérou, située dans la région de Piura.
Catacaos est situé à 12 km de Piura.
La ville est réputée pour l'artisanat de l'argent et la confection de chapeau de paille.